# Jean Tardieu
Jean Tardieu (Saint-Germain-de-Joux, Francia; 1 de noviembre de 1903 - Créteil, Francia, 27 de enero de 1995) fue un poeta y dramaturgo francés. Tardieu compuso poesía surrealista y absurda.

## Obras
- Monsieur Monsieur (1951)
- Théâtre de Chambre (1955)
- Poèmes à jouer (1960)

- Datos: Q561201
- Multimedia: Jean Tardieu / Q561201